# Gangneung hockeycenter
Gangneung hockeycenter är en ishall i kuststaden Gangneung i Sydkorea. Arenan började att byggas i mars 2014 och blev klar i mars 2017. Under olympiska vinterspelen 2018 var det en av två ishaller för ishockey, bland annat avgjordes herrfinalen i arenan.
Arenan ligger i Gangneungs olympiska park tillsammans med bland annat Gangneung skridskocenter och Gangneung ishall. I april 2017 spelades division II grupp A i världsmästerskapet i ishockey för damer 2017 i Gangneung hockeycenter.